# Sør-Spitsbergen nationalpark
Sør-Spitsbergen nationalpark (dansk Syd-Spitsbergen nationalpark) omfatter den sydlige ende af Spitsbergen-øen i øgruppen Svalbard-øhavet, Norge. Parken blev åbnet i 1973 og omfatter Wedel Jarlsberg Land, Torell Land og Sørkapp Land. Over 65% af regionen er iskappe og resten er mest tundra .

## Vigtigt fugleområde
Parken indeholder fuglereservater, der beskytter øer med græsklædt vegetation, ferskvandsdamme og områder kun med sten. En af disse er Isøyane fuglereservat, som også har anerkendt som et vådområde af international betydning ved udpegning under Ramsar-konventionen. Parken er blevet identificeret som en vigtigt fugleområde (IBA) af BirdLife International, fordi der er er store bestande af bramgæs (850-950 par), edderfugle (1000 par), rider (25.900 par) og polarlomvier (over 200.000 par).